# Amnon Kapeliouk

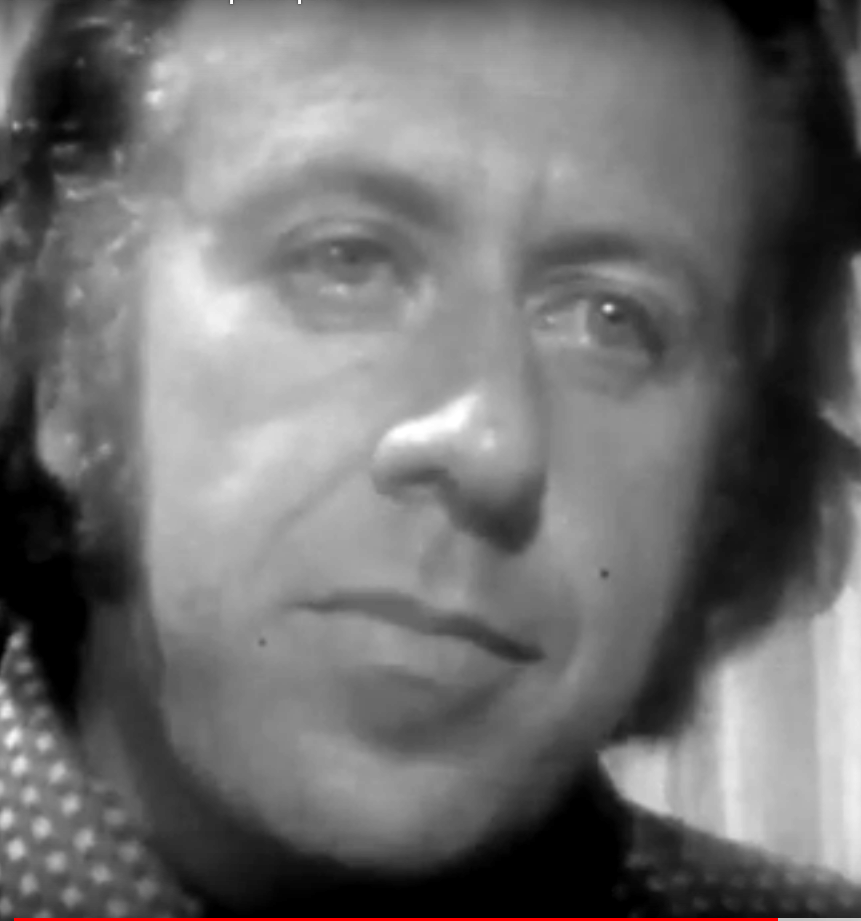
Amnon Kapeliouk 1973

Amnon Kapeliouk (Hebreo: אמנון קפליוק) (22 de diciembre de 1930-26 de junio de 2009) fue escritor y periodista israelí. Fue cofundador de B'Tselem y conocido por sus estrecha relación con Yasser Arafat.

## Biografía
Amnon Kapeliouk nació en Jerusalén. Su padre, Menachem, era un reconocido académico. Kapeliouk estudió en la Universidad Hebrea de Jerusalén. Obtuvo el doctorado en Estudios Orientales de la Universidad de Sorbona. Su doctorado era sobre la comunidad árabe cristiana de Israel. Comenzó a escribir para el periódico israelí Al HaMishmar en la década de 1950s. Se casó con Olga, de la que tuvo dos hijas.
Kapeliouk murió el 26 de junio de 2009 a los 78 añs. En el momento de su muerte residía en Jerusalén.

## Carrera periodística
Kapeliouk escribió para varios periódicos, entre ellos Al HaMishmar,Yedioth Ahronoth, Le Monde y Le Monde Diplomatique. Cubrió noticias del mundo árabe, así como las actividades de los palestinos en Israel y los territorios. En 1988, fue enviado a Moscú para cubrir los años de Gorbachov y el colapso de la Unión Soviética. Trabajó en el consejo de redacción de New Outlook, una revista dedicada al diálogo árabe-israelí.
Durante la primera guerra del Líbano, Kapeliouk entrevistó a Yasir Arafat en Beirut. Cuando el periódico Al HaMishmar rechazó publicar la entrevista, dejó el periódico y se trasladó a Yediot Ahronoth. La introducción de su biografía de Arafat en 2005, Arafat l'Irréductible, fue escrita por Nelson Mandela.

## Trabajos publicados
- Israel: La fin des mythes (Albin Michel, Paris, 1975)
- La fin des mythes, Sabra et Chatila: Enquête sur un massacre (Seuil, Paris, 1982)
- Rabin: anatomie d'un assassinat politique - Religion, nationalisme, violence en Israël (Le Monde, Paris, 1996)
- Arafat l’irréductible (Fayard, Paris, 2004)
- Hébron, un massacre annoncé (Seuil, Paris, 2015)